# Vlag van Gangwon-do

Vlag van Gangwon-do

De vlag van Gangwon-do is op 10 juni 2023 vastgesteld als de provincievlag van de Zuid-Koreaanse provincie Gangwon-do. De vlag bestaat uit een witte achtergrond waarop het logotype is afgebeeld.
Het logotype van Gangwon-do, met het grafisch motief van Stijging, symboliseert de beweging van de proactieve, dynamische en ondernemende houding terwijl het zich beweegt in de richting van een toekomstige industriële wereldstad. Het gebruik van de eerste letter van de Hunminjungin beginklank (de basisletter), a, betekent het begin van een nieuwe geschiedenis en een nieuwe start voor Korea.

## Vorige vlaggen
De eerste vlag was twee horizontale banen van wit en blauw, met een rode zon op de witte baan en op de blauwe baan een gestileerde afbeelding van de Seoraksan-berg, met zijn drie toppen: de hoogste piek is Daecheongbong, ten oosten ligt Oeseorak en ten westen Naeseorak. De blauwe kleur kan ook staan voor de Japanse Zee, waarmee de provincie een lange kustlijn heeft. De vlag was voor het eerst officieel gehesen op 20 oktober 1962.
De tweede vlag was een wit veld waarop het provincielogo is afgebeeld, symboliseert de actieve en overvloedige ontwikkeling. De blauwe ellips staat voor de aarde, de thuisbasis van de comfortabele geest; groen staat voor de schone, mooie natuurlijke omgeving; geel staat voor de eeuwigdurende historische en culturele omgeving, en betekent de harmonie van natuur en cultuur door de stabiliserende vorm van een vierkant; het witte blad toont de belofte van de inwoners voor nieuwe uitdagingen.

Eerste vlag (1962-1997)
Tweede vlag (1997-2023)